# Mai Thảo
Mai Thảo (1927-1998), tên thật: Nguyễn Đăng Quý, bút hiệu khác: Nguyễn Đăng; là một nhà văn hiện đại Việt Nam.

## Tiểu sử
Mai Thảo sinh ngày 8 tháng 6 năm 1927 tại chợ Cồn, thị trấn Cồn, huyện Hải Hậu, tỉnh Nam Định trong gia đình giàu có nhờ buôn bán và làm ruộng. Tuy nhiên, nguyên quán của ông thì ở làng Thổ Khối, huyện Gia Lâm (xưa thuộc tỉnh Bắc Ninh), nay là phường Cự Khối, quận Long Biên, thành phố Hà Nội.
Thuở nhỏ, Mai Thảo học tiểu học ở trường làng, học trung học ở Nam Định rồi lên Hà Nội tiếp tục học ở trường Đỗ Hữu Vị (sau đổi tên là trường Chu Văn An).
Năm 1945, ông theo nhà trường sơ tán lên Hưng Yên. Khi chiến tranh Pháp-Việt bùng nổ năm 1946, ông theo gia đình từ Hà Nội tản cư về quê là chợ Cồn (Nam Định). Sau đó, ông rời nhà vào Thanh Hóa tham gia kháng chiến. Ông viết báo, rồi theo các đoàn văn nghệ đi khắp nơi từ Liên khu III, Liên khu IV đến chiến khu Việt Bắc. Thời kỳ này đã để lại dấu ấn sâu sắc trong văn chương ông.
Năm 1951, Mai Thảo bỏ kháng chiến về thành đi buôn. Năm 1954, ông di cư vào Nam, gia nhập làng báo. Ông viết truyện ngắn trên các báo Dân Chủ, Lửa Việt, Người Việt,... Trước kia, Mai Thảo làm nhiều bài thơ (có cả kịch thơ) từ năm 16, 17 tuổi, khi vào đây ông chuyên viết văn, không còn làm thơ nữa.
Năm 1956, ông chủ trương báo Sáng tạo, gây được tiếng vang. Năm 1956, ông chủ trương báo Nghệ thuật, và từ 1974, ông trông nom tạp chí Văn. Ngoài ra, ông còn tham gia chương trình văn học nghệ thuật của Đài phát thanh Sài Gòn từ 1960 đến 1975.
Ngày 4 tháng 12 năm 1977, Mai Thảo vượt biển. Sau nhiều ngày đêm trên biển, thuyền tới Pulau Besar, Mã Lai.
Đầu năm 1978, được người em bảo lãnh sang Hoa Kỳ. Ít lâu sau, ông cộng tác với tờ Đất Mới của Thanh Nam và một số báo khác tại hải ngoại.
Tháng 7 năm 1982, ông tái bản tạp chí Văn, làm Chủ biên đến 1996, vì tình trạng sức khỏe trao lại cho nhà văn Nguyễn Xuân Hoàng.
Ông có bài đăng trên tạp chí Làng Văn và sách do Làng Văn xuất bản (Ngọn Hải Đăng Mù).
Nhà văn Mai Thảo mất tại Santa Ana, California (Hoa Kỳ) ngày 10 tháng 1 năm 1998.

## Tác phẩm
Tác phẩm Mai Thảo đã xuất bản:

### Đoản thiên
- Đêm giã từ Hà Nội (Người Việt, 1955)
- Tháng giêng cỏ non (1956)
- Bản chúc thư trên ngọn đỉnh trời (Sáng Tạo, 1963)
- Bày thỏ ngày sinh nhật (Nguyễn Đình Vượng, 1965)
- Căn nhà vùng nước mặn (An Tiêm, 1966)
- Đêm lạc đường (Khai Trí, 1967)
- Dòng sông rực rỡ (Văn Uyển, 1968)
- Người thầy học cũ (Văn Uyển, 1969)
- Chuyến tàu trên sông Hồng (Tuổi Ngọc, 1969)
- Tùy bút (1970)
- Mưa núi (tập hợp những truyện tuyển trong Đêm giã từ Hà Nội và Tháng giêng cỏ non, Tân Văn, 1970)
- Ngọn hải đăng mù (Làng Văn, Toronto, 1987)
- Một đêm thứ bảy (Tổ hợp xuất bản miền Đông Hoa Kỳ, 1988)
- Hồng Kông ở dưới chân (Xuân Thu, 1989)
- Chân bài thứ năm (Nam Á, Paris, 1990)
- Chuyến métro đi từ Belleville (Nam Á, 1990)...

### Truyện dài
- Mái tóc dĩ vãng (Tiểu thuyết tuần san, 1963)
- Cô thích nhạc Brahms? (phóng tác)
- Khi mùa thu tới (Thái Lai, 1964)
- Viên đạn đồng chữ nổi (Văn, 1966)
- Đêm kỳ diệu (?)
- Cùng đi một đường (1967)
- Sau khi bão tới (Màn Ảnh, 1968)
- Tới một tuổi nào (Miền Nam, 1968)
- Cũng đủ lãng quên đời (Hồng Đức, 1969)
- Lối đi dưới lá (1969)
- Mười đêm ngà ngọc (Hoàng Đông Phương, 1969)
- Thời thượng (Côi Sơn, 1970),
- Sống chỉ một lần (Nguyễn Đình Vượng, 1970),
- Hết một tuần trăng (Tủ sách Văn Nghệ Khai Phóng, 1970),
- Sau giờ giới nghiêm (Tủ sách Văn Nghệ Khai phóng, 1970)
- Trong như hồ thu (Tủ sách văn Nghệ Hiện đại, 1971)
- Mang xuống tuyền đài (Tủ sách Văn Nghệ Khai Phóng, 1971)
- Một ngày của Nhã (1971)
- Để tưởng nhớ mùi hương (Nguyễn Đình Vượng, 1971)
- Sóng ngầm (Hoa biển, 1971)
- Sống như hình bóng (Tiếng Phương Đông, 1972)
- Hạnh phúc đến về đêm (Nguyễn Đình Vượng, 1972)
- Một đời còn tưởng nhớ (Hải Vân, 1972)
- Gần mười bảy tuổi (Nguyễn Đình Vượng, 1972)
- Chỉ là ảo tưởng (Sống Mới, 1972)
- Suối độc (Nguyễn Đình Vượng, 1973)
- Tình yêu màu khói nhạt (Nguyễn Đình Vượng, 1973)
- Bên lề giấc mộng (Ngày Mới, 1973)
- Chìm dần vào quên lãng (Tiếng phương Đông, 1973)
- Cửa trường phía bên ngoài (Đồng Nai, 1973)
- Ánh lửa cuối đường hầm (Anh Lộc, 1974)
- Ôm đàn tới giữa đời (Gìn Vàng Giữ Ngọc, 1974)
- Ngọn hải đăng mù (Làng Văn, 1987)
- Những người tình tuổi song ngư (Xuân Thu, 1992)...

### Thơ
- Ta thấy hình ta những miếu đền (Văn Khoa, California, 1989)

### Kịch bản phim truyện
- Sau giờ giới nghiêm (1972)

### Nhận định, hồi ức
- Chân dung mười lăm nhà văn, nhà thơ Việt Nam (Văn Khoa, 1985)[2]